# Курякино

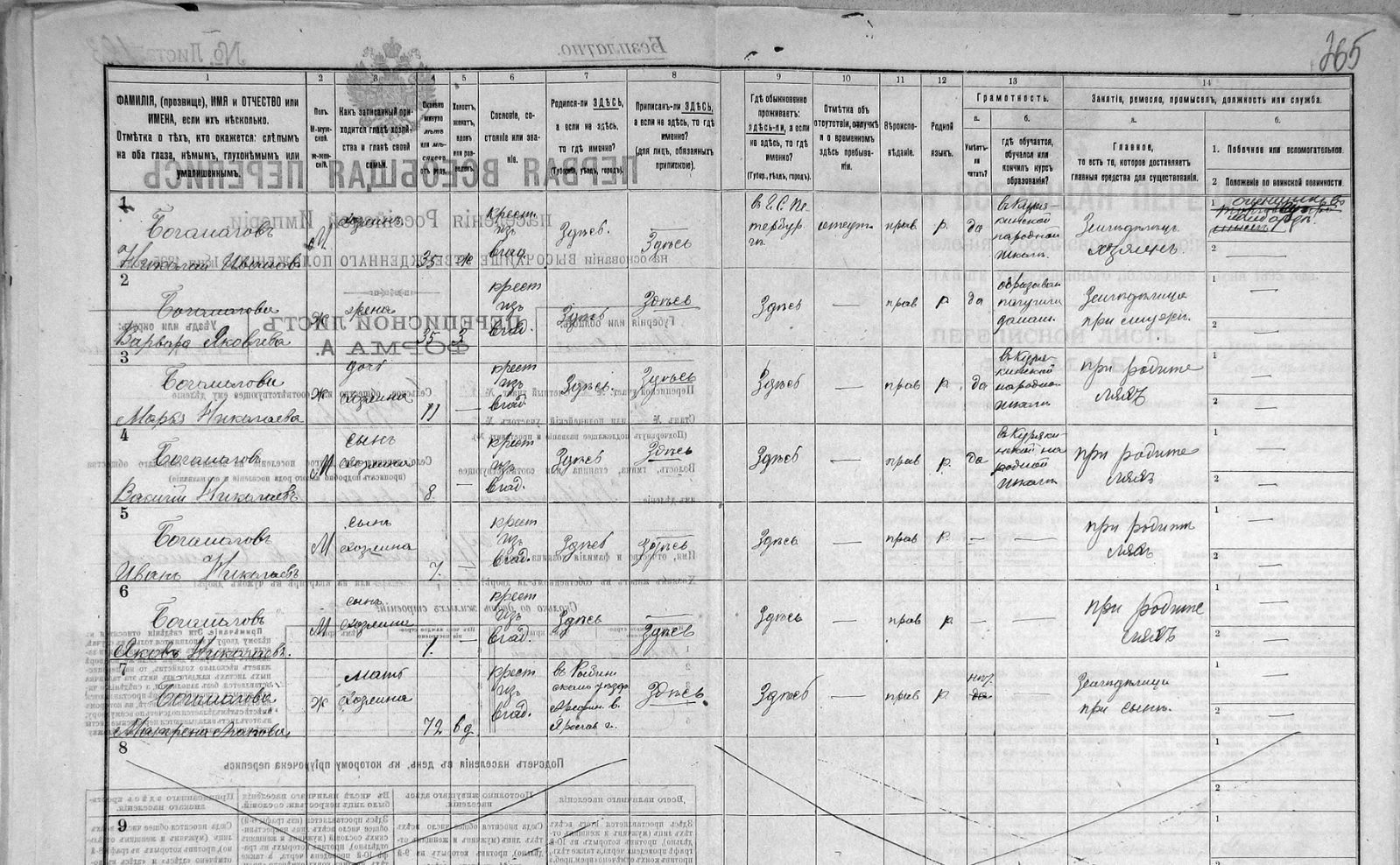
Жители деревни Курякино по переписи населения 1897 года

Курякино — деревня в Тутаевском районе Ярославской области.
Деревня находится на берегу реки Крекша. К деревне проложена асфальтовая дорога. Деревню окружает густой лес. Рядом с деревней лежат огромные валуны, занесённые сюда с севера ледником во время всемирного обледенения.
Улицы — Центральная и Полевая. Дома в основном деревянные. Есть медпункт. Школа — в соседней деревне Яскино.
Постоянное население на 1 января 2007 года — 5 человек. Жители деревни занимаются животноводством, земледелием. Мужчины в 19 и 20 веках большей частью выезжали на заработки в Москву и Санкт-Петербург..
В XIX веке основной вид промысла — выращивание льна, изготавливали сыры. Курякино входило в конгломерат рядом стоящих деревень — Курякино, Яскино, Студенец, Першино с общей школой, храмом, медициной, почтой, кладбищем.

## Известные жители
Богомолов Василий Николаевич , житель деревни Курякино, служил на корабле «Император Александр III», принимал участие в Цусимском сражении. Остался жив. Награждён медалью «300-летие Дома Романовых».
Богомолов Владимир Васильевич  — воевал в Великую Отечественную войну. Погиб в 19 лет 14 июня 1944 года подо Ржевом .

## Растительный и животный мир

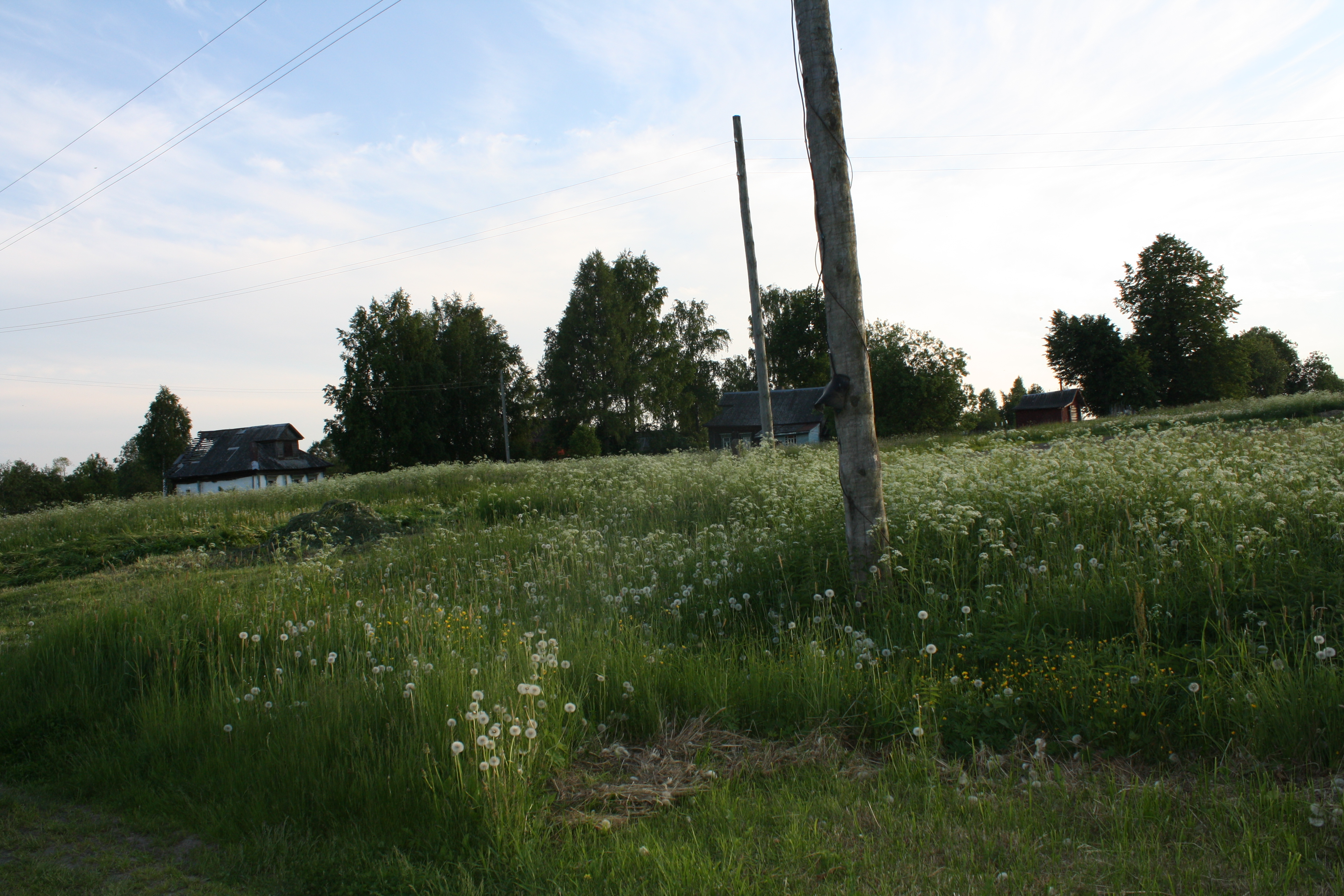
Деревня Курякино

Деревню окружает сосновый лес. Лес богат грибами и ягодами. В лесу водятся медведи и кабаны.

## Прочие факты
- В районе деревни Курякино на реке Крекша сделаны бочаги.